# 鄧小平故居

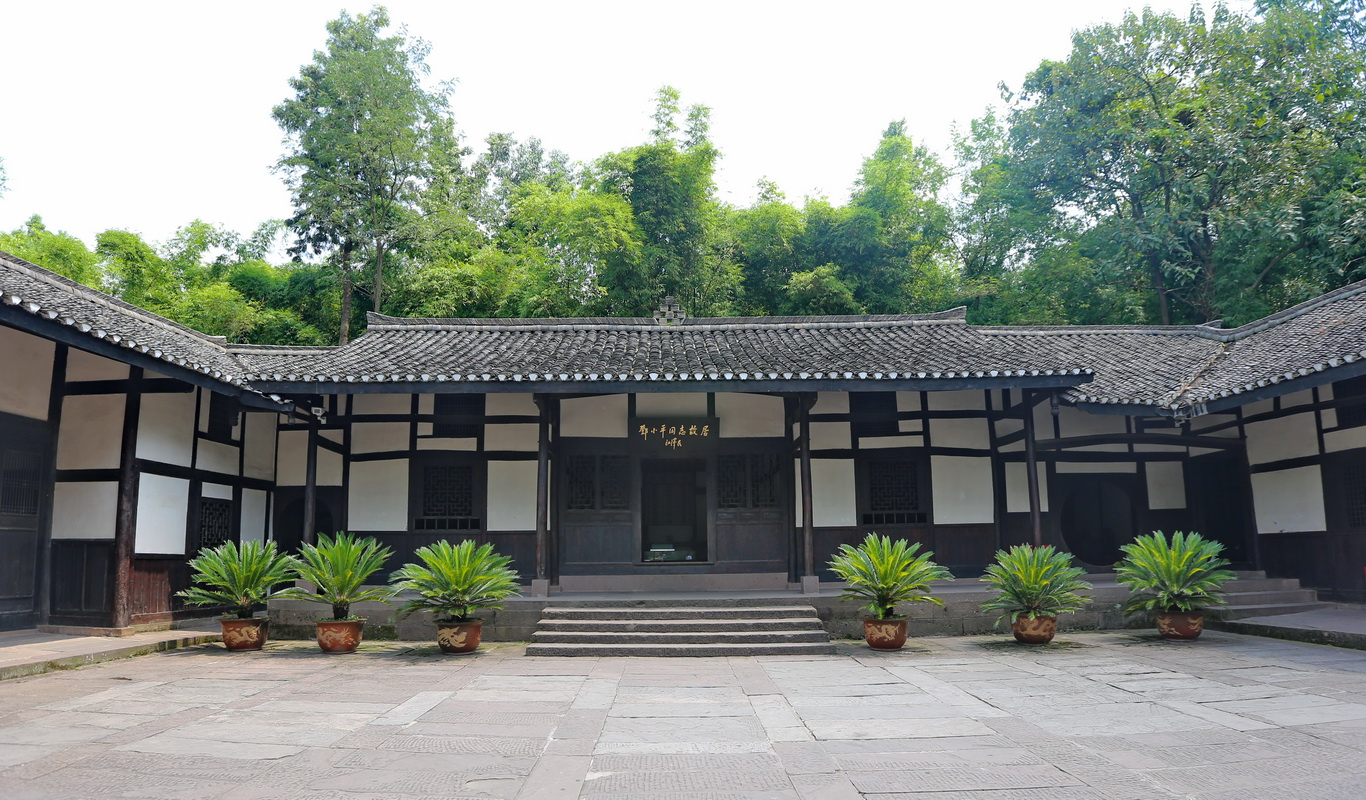
鄧小平故居

鄧小平故居（とうしょうへいこきょ）は、中華人民共和国の政治家、鄧小平の生家である四川省の広安市広安区協興鎮牌坊村に位置する。敷地面積は833.4m2。土木構造。青瓦白壁、穿斗式木造。農家三合院樣式。部屋が全部で17間ある。

## 歴史
- 清代の末期、鄧小平の曾祖父鄧心早と祖父鄧克達により建てられた。
- 1904年8月22日、鄧小平はこの地で産まれ、幼児期、少年期時代を過ごした。
- 1919年、鄧小平が学を求めて家を出る。
- 1997年7月、中国共産党中央宣伝部は故居を全国愛国主義教育基地に認定した。
- 1998年2月19日、中国共産党中央委員会総書記江沢民の筆になる「鄧小平同志故居」の扁額が故郷の正門に掲げられた。大門の両側には、四川の作家馬識途が次の対句を書いた。「扶大厦之将傾、此処地霊生人傑、解危済困、安邦救国、万民額手寿巨擘；挽狂瀾于既倒、斯郡天宝蘊物華、治水秀山、興工扶農、千載接踵頌広安。」
- 2001年6月5日、中華人民共和国国務院は故郷を全国重点文物保護単位に認定した。
- 2004年8月13日、中国共産党中央委員会総書記胡錦濤が故居を参詣した[4]。
- 2001年7月18日、中共広安市鄧小平故居保護区工作委員会（保護区党工委）と鄧小平故居保護区管理委員会（保護区管委会）が設立。
- 2013年、中国の5A級観光地認定[5]。

## 周辺建築
- 鄧小平銅像
- 鄧小平文物展覽館
- 鄧小平緬懷館
- 鄧小平故居陳列館
- 翰林院子
- 德政坊